# Amunicja ćwiczebna

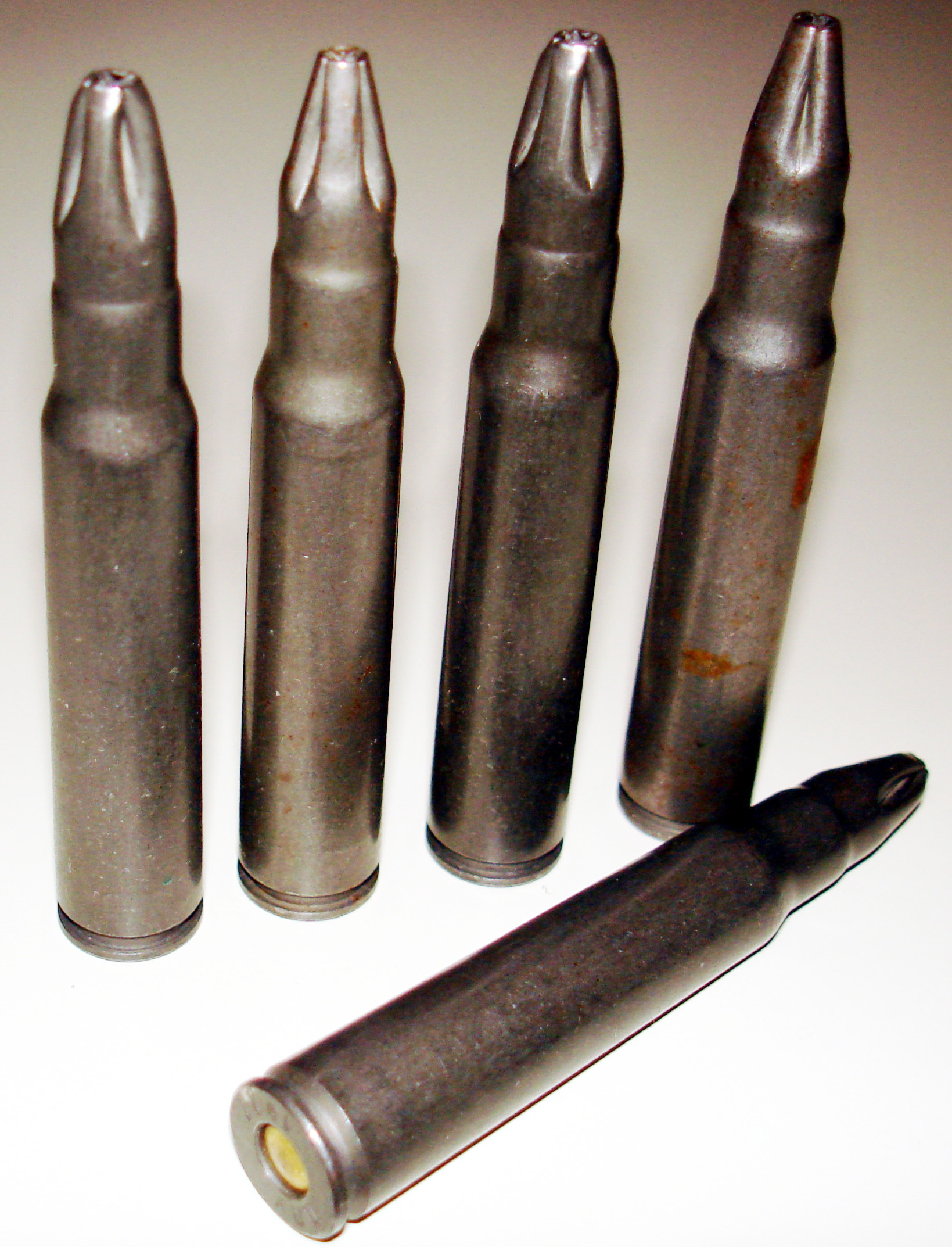
Ślepa amunicja 7,92 × 57 mm

Amunicja ćwiczebna – rodzaj amunicji o specjalnej budowie ograniczającej cechy bojowe w celu podniesienia bezpieczeństwa głównie podczas ćwiczeń wojskowych. Wykorzystywana jest najczęściej do treningu obsługi broni, technik stosowania i pozorowania strzelań lub wybuchów.

## Konstrukcja
Konstrukcja amunicji ćwiczebnej zapewnia wyższy poziom bezpieczeństwa np. poprzez zmniejszenie jej donośności czy ograniczenie zdolności do rykoszetowania i rażenia. Amunicja tego typu charakteryzuje się stosunkowo niewielkim lub całkowicie zniwelowanym działaniem niszczącym w porównaniu do amunicji bojowej. W przypadku ćwiczebnych bomb lotniczych, granatów artyleryjskich i głowic pocisków rakietowych w miejsce materiału wybuchowego stosuje się wypełnienie z materiału obojętnego (np. gips, cement, pak), dzięki czemu zachowują one identyczne właściwości balistyczne jak amunicja bojowa. W niektórych przypadkach pociski amunicji ćwiczebnej są wypełnione substancją dymotwórczą ułatwiającą określenie punktu upadku.

### Amunicja ślepa
Specyficznym typem amunicji ćwiczebnej jest tzw. amunicja ślepa – pozbawiona pocisków bądź posiadająca specjalne pociski ulegające zniszczeniu tuż po opuszczeniu lufy (wykonane z drewna lub tworzywa sztucznego). Wykorzystywana najczęściej w indywidualnej broni strzeleckiej.
Amunicja ślepa bywa jednak wykorzystywana również w warunkach bojowych, np. w celu wystrzelenia granatu nasadkowego z karabinu bądź w celu przedmuchania przewodu lufy w czołgach.